# Le Prisonnier du Bouddha

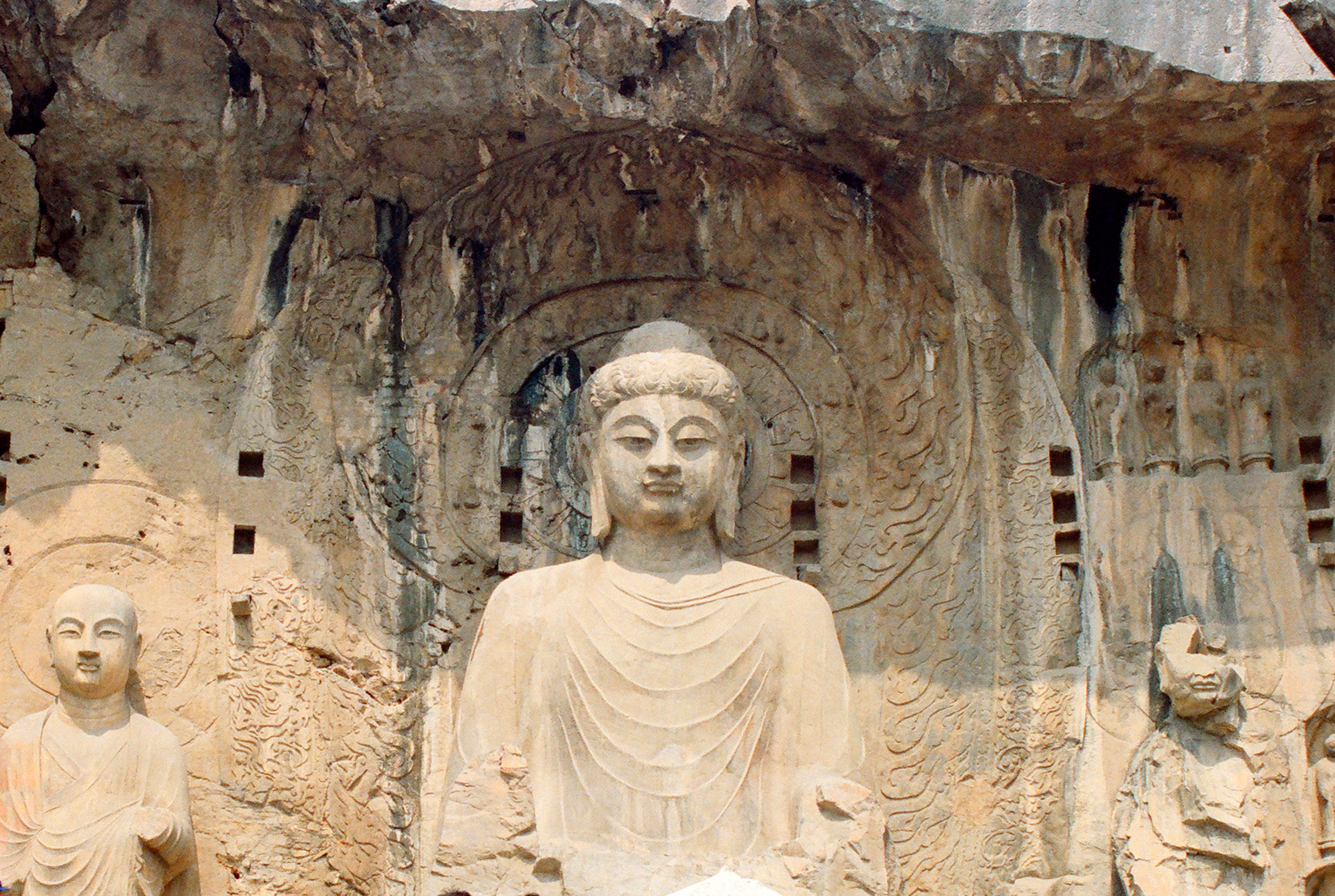
Le bouddha central des grottes de Longmen qui a inspiré à Franquin la Vallée des Sept Bouddhas

Le Prisonnier du Bouddha, soixante et unième histoire et quatorzième album de la série Spirou et Fantasio, a été réalisé par Franquin, Jidéhem et Greg. L'histoire est publiée pour la première fois dans Spirou du no 1048 au no 1082.

## Résumé
En arrivant dans le parc du comte de Champignac, Spirou et Fantasio sont effarés de voir des plantes géantes et des dispositifs de sécurité inattendus. Le comte est contraint de leur expliquer : il héberge un scientifique Nicolas Nicolaïevitch Inovskyev, qui a mis au point le G.A.G., une machine capable de faire pousser des plantes, d'annuler la gravité ou de créer des tempêtes de neige à loisir.
Des espions soviétiques tentent de s'emparer du G.A.G. mais sont arrêtés. Ils révèlent que le cocréateur de l'invention, l'américain Harold W. Longplaying, est prisonnier en Asie. Des agents secrets anglais viennent peu de temps après leur apprendre qu'il est détenu dans la Vallée des sept Bouddhas, dans un pays dont le gouvernement souhaite utiliser le G.A.G. à des fins militaires.
Spirou trouve l'emplacement de la Vallée et, jugeant la menace trop grave, s'y rend avec Fantasio et Spip pour libérer Longplaying. Avec l'aide du marsupilami et grâce à une utilisation intensive du G.A.G., ils réussissent à pénétrer dans la prison de la Vallée et à libérer le scientifique.
S'ensuit une longue course-poursuite avec les forces ennemies pour rejoindre la frontière, qu'ils traversent d'extrême justesse.

## Personnages
- Spirou
- Fantasio
- Spip
- Le marsupilami
- Le comte de Champignac
- Nicolas Nicolaïevitch Inovskyev (première apparition)
- Harold W. Longplaying (première apparition)
- Le maire de Champignac
- Duplumier

## Contexte
L’œuvre est créée en plein milieu de la Guerre froide et elle en porte la marque. Le G.A.G. peut donner l'avantage à tel ou tel bloc. Il est donc convoité par les Soviétiques, mais aussi par les Chinois. Longplaying est détenu non loin d'Hoïnk-Oïnk, référence manifeste à Hong Kong.
Derrière l'humour apparent se cache donc un cri pacifiste. Et l'homonymie entre le nom d'une arme absolue, le G.A.G., et une péripétie comique est à prendre au second degré. Franquin fait ici de l'humour noir, anticipant le style qui sera le sien avec les Idées noires. L'auteur se veut aussi optimiste et l'amitié entre le savant soviétique, Inovskyev, et son alter-ego américain, Longplaying, préfigure le réchauffement des relations entre les États-Unis et l'URSS.
La présence de Greg et de Jidéhem s'explique par la surcharge de travail à laquelle Franquin est alors confronté. En effet, depuis 1955, le dessinateur travaille aussi pour Tintin avec sa série Modeste et Pompon et depuis 1957 avec Gaston Lagaffe. Franquin se fait donc aider par un jeune scénariste, pratiquement inconnu à l'époque, Michel Regnier (qui deviendra célèbre sous le nom de Greg). Franquin confie aussi la réalisation d'une partie des décors à un nouveau dessinateur, Jidéhem, qui dessinera notamment la jonque qu'empruntent les héros pour passer en Chine.

## Extraits des discours du maire
- ... et je suis heureux d'être aujourd'hui présent parmi vous parmi toutes ces magnifiques bêtes à cornes à la tête desquelles Monsieur le préfet nous fait l'honneur de s'asseoir, lui qui, debout à la proue du splendide troupeau de la race bovine du pays, tient d'un œil lucide et vigilant... le gouvernail dont les voiles, sous l'impulsion du magnifique cheval de trait indigène, entraînent, sur la route toute droite de la prospérité, le Champignacien qui ne craint pas ses méandres, car il sait qu'en serrant les coudes il gardera les deux pieds sur terre, afin de s'élever, à la sueur de son front musclé, vers des sommets... toujours plus haut
- ...et il porte bien haut une fière devise... qui brillera... parmi les étoiles... pour le Champignacien qui, penché sur son labeur, y lèvera un œil avide d'y boire à pleins poumons le réconfort du symbole que je suis fier de lui donner !

## Publication
- L’œuvre est publiée pour la première fois, sous la forme d'histoire à suivre, dans le journal de Spirou du 15 mai 1958 (no 1048) au 8 janvier 1959 (no 1082).
- L'album éponyme est publié pour la première fois en janvier 1960 par les éditions Dupuis.

## Autour de l’album
- La vallée des Sept Bouddhas n'est pas sans rappeler les Bouddhas de Bâmiyân. Franquin a signalé s'être inspiré d'un reportage du National Geographic sur les grottes de Mogao, appelées aussi « les grottes des mille Bouddhas » près de Dunhuang au nord-ouest de la Chine. Les bouddhas ressemblent très fortement à celui des grottes de Longmen. Les bâtiments où logent les gardes s'apparentent aux monastères suspendus de Xuankongsi ; la falaise rappelle les grottes de Matisi.
- Le pays visité n'est jamais nommé, mais on y reconnaît facilement la Chine (uniforme des militaires, enclave britannique de « Hoïnk-Oïnk », c'est-à-dire Hong Kong, idéogrammes, etc.). D'ailleurs, le site officiel de Franquin confirme que le pays en question est bien la Chine[1].
- Franquin fait un discret clin d’œil à Hergé et à deux de ses personnages fétiches : Dupond et Dupont. Ainsi les espions soviétiques, Alexandre et Boris, se ressemblent et accumulent les gaffes ; il en est de même pour leurs adversaires britanniques : Douglas et Harvey.
- Parmi les véhicules militaires figurant dans l'aventure, on observe ceux (chinois) d'origine soviétique : 
  - des chars de combat T-34-85
  - des camions militaires, JieFang CA-10, copie du ZIS-150 russe
  - des avions de combat Yakovlev Yak-25
  - un hélicoptère Yakovlev Yak-24

- Véhicules automobiles (occidentaux) :
  - Taxi londonien Austin Low Loader
  - Ford Consul EOTA (1951-1956)
  - Jeeps militaires Land Rover Series